# Heerlijkheden van het domkapittel Straatsburg
De heerlijkheden van het domkapittel van het domkapittel Straatsburg vormden een staatkundig geheel in de Elzas, los van het prinsbisdom Straatsburg.
Door koop en in pand name verwierf het domkapittel van Straatsburg een aantal dorpen die samen een staatkundig verband vormden. Het was geen aaneengesloten gebied en was samengesteld uit:
- Het zuidelijk deel van de Val de Villé (Weilerthal), ook wel aangeduid als de Comte-Ban (Grafen-Bann). Het château Frankenbourg (Frankenburg) was tot zijn verwoesting het middelpunt van dit gebied, waartoe behoorden Breitenau, Dieffenbach-au-Val (Diefenbach), Ebersheim, Neubois (Gereuth), Fouchy (Grube), Châtenois (Kestenholz), Neuve-Église (Neukirch) en Saint-Maurice (Sankt Moritz).
- Ambt Bœrsch (Börsch), waartoe ook behoorden Geispolsheim, Lampertheim en Saint-Nabor (Sankt Nabor)
- Ambt Erstein, waartoe ook behoorde Eschau

In 1680 werd het gebied geannexeerd door Frankrijk, waardoor het geen deel meer uitmaakte van het Heilige Roomse Rijk. Bij de vorming van de districten in 1786 werd het gebied bij het district Sélestat (Schlettstadt) gevoegd.